# 川上屋
株式会社川上屋（かわかみや）とは、岐阜県中津川市本町3丁目1-8に本店を置く和菓子店。

## 歴史

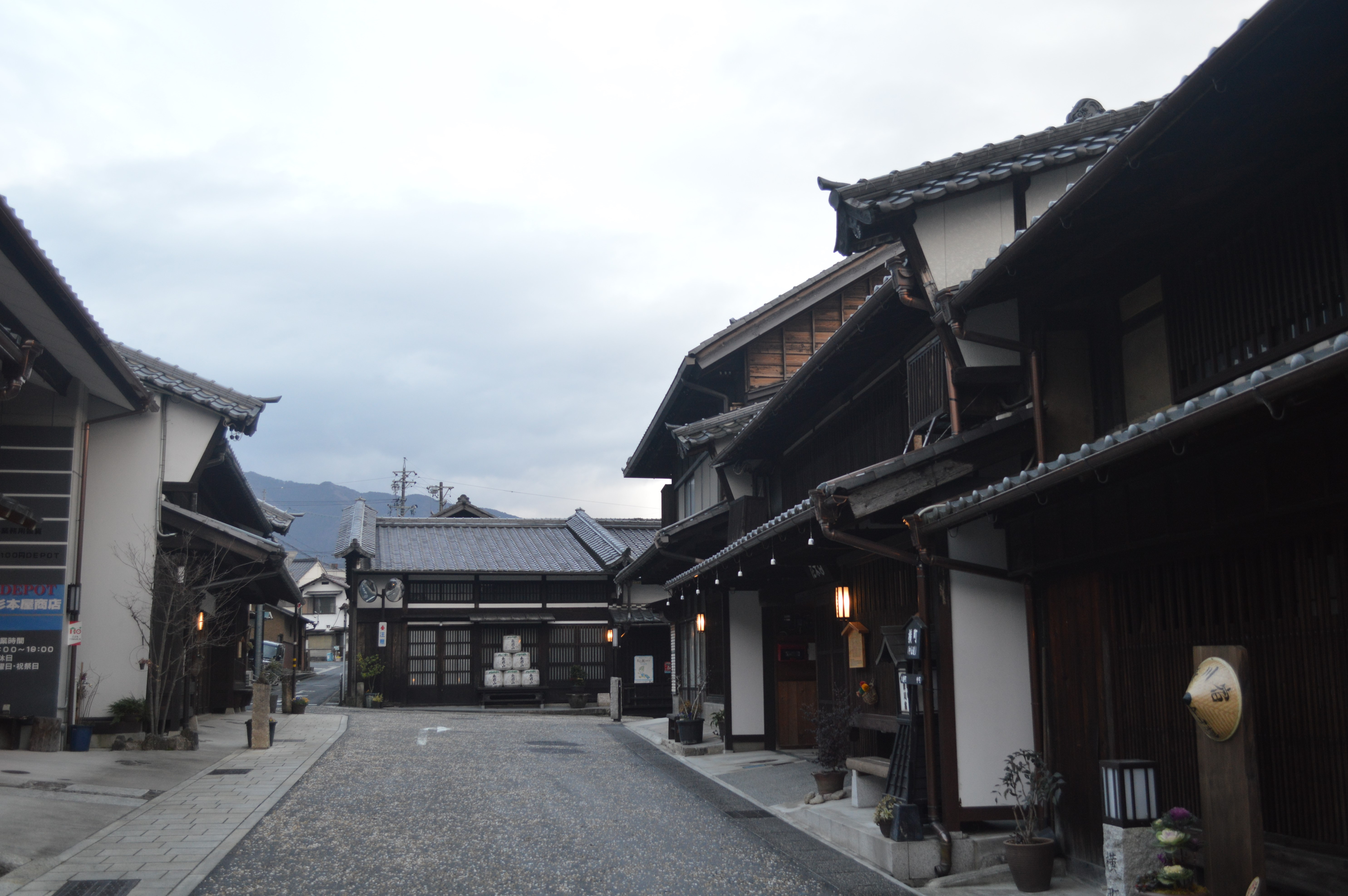
中山道中津川宿の横町

初代の原四六は多治見で生菓子の修行を行い、1864年（元治元年）に中津川で川上屋を創業した。中山道中津川宿の桝形である横町に店を構えている。
小説家の村松梢風は、「栗むしもぜいたくをたどると川上屋の山路までいってしまう」と語るほど川上屋をひいきにしていた。
かつて川上屋で工場長を務めた鎌田満は、1964年（昭和39年）6月6日に恵那市に恵那川上屋を創業した。

## 特色

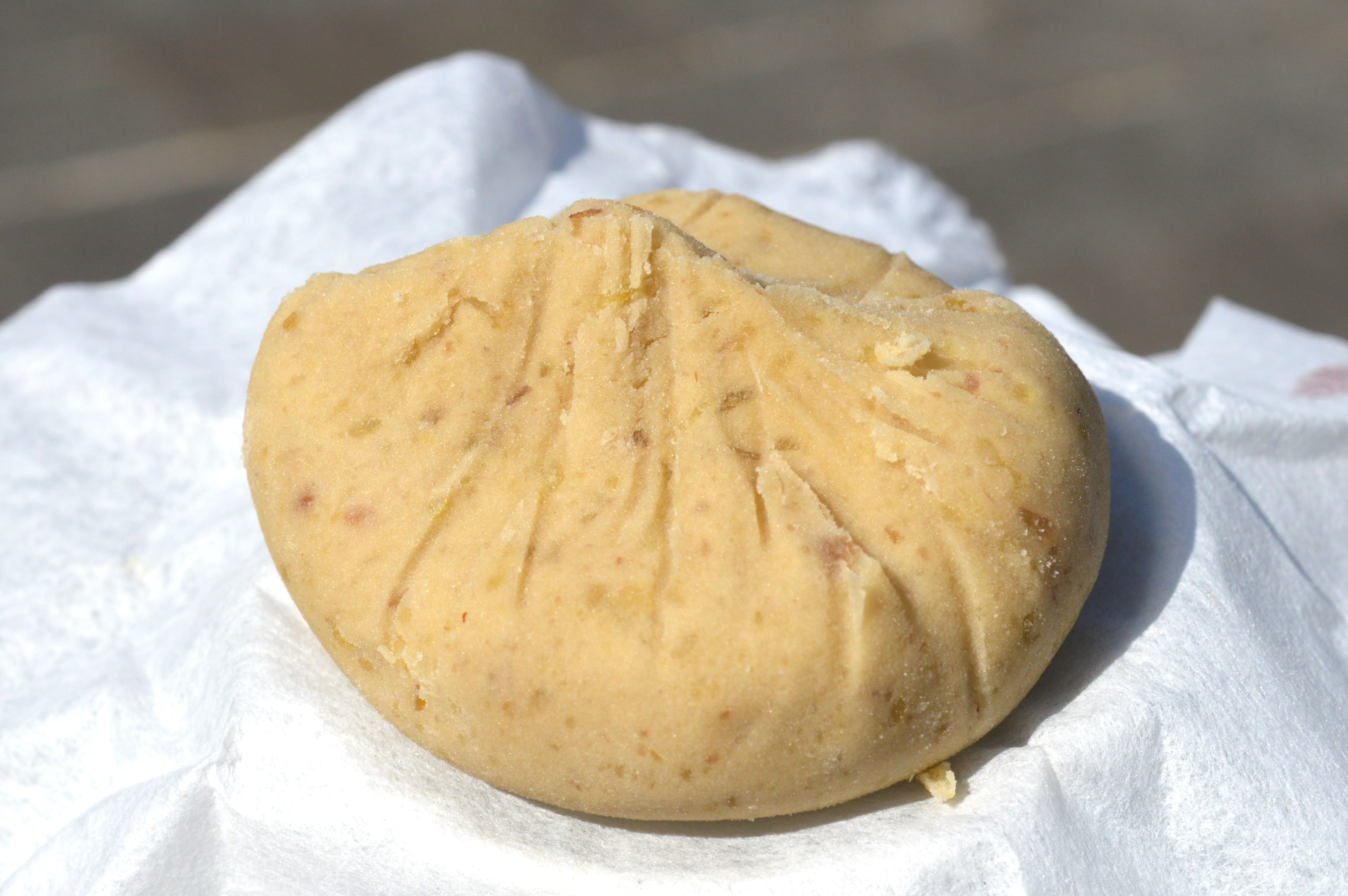
川上屋の栗きんとん

栗きんとんで知られる和菓子店であり、国産の栗を用いた和菓子を製造している。栗きんとんのほか「栗饅頭」「栗サブレ」など栗を使った和菓子が多く、栗きんとんを使用した「柿の美きんとん」なども製造している。
岐阜県の木曽川流域は栗の産地であり、特に東濃の恵那栗は上質な栗として知られている。岐阜県における栗きんとんの名店としては、川上屋のほかに中津川市新町のすや、中津川市太田町の松月堂、加茂郡八百津町の緑屋老舗などが挙げられる。

## 店舗
- 本店（岐阜県中津川市）
- 手賀野店（岐阜県中津川市）
- 駅前店（岐阜県中津川市）
- 馬籠店（岐阜県中津川市）
- 中部国際空港・セントレア販売所（愛知県常滑市）